# 熊本県道38号宇土甲佐線
熊本県道38号宇土甲佐線（くまもとけんどう38ごう うとこうさせん）は、熊本県宇土市から上益城郡甲佐町に至る県道（主要地方道）である。

## 概要
宇土市三拾町から上益城郡甲佐町大字糸田に至る。宇土市の区間は短い。上益城郡甲佐町大字田口から上益城郡甲佐町大字津志田にかけての区間に道幅が狭くなっている区間がある。

### 路線データ
- 起点：熊本県宇土市三拾町（熊本県道297号川尻宇土線交点）
- 終点：熊本県上益城郡甲佐町大字糸田（甲佐町糸田交差点、国道443号交点）

## 歴史
- 1993年（平成5年）5月11日 - 建設省から、県道宇土甲佐線が宇土甲佐線として主要地方道に指定される[1]。

## 路線状況

### 重複区間
- 国道266号（熊本市南区城南町東阿高 - 熊本市南区城南町阿高・城南町阿高交差点）
- 熊本県道32号小川嘉島線（熊本市南区城南町塚原 - 上益城郡甲佐町大字田口）

### 道路施設

#### 橋梁
- 新橋（潤川、熊本市南区）
- 山下橋（熊本市南区）
- 竹下橋（滑川、熊本市南区）
- 豊田橋（浜戸川、熊本市南区、熊本県道32号小川嘉島線重複区間内）
- 乙女橋（緑川、上益城郡甲佐町）

## 地理

### 通過する自治体
- 宇土市
- 熊本市（南区）
- 上益城郡甲佐町

### 交差する道路
| 交差する道路                                                  | 市町村名 | 市町村名 | 交差する場所 | 交差する場所            |
| ------------------------------------------------------------- | -------- | -------- | ------------ | ----------------------- |
| 熊本県道297号川尻宇土線                                       | 宇土市   | 宇土市   | 三拾町       | 起点                    |
| 国道3号 国道57号 重複 国道218号 重複 国道219号 重複           | 熊本市   | 南区     | 富合町南田尻 | 南田尻交差点            |
| 宇城北部広域農道 / うきうきロード                             | 熊本市   | 南区     | 富合町平原   | 平原交差点              |
| 熊本県道182号田迎木原線                                       | 熊本市   | 南区     | 富合町木原   |                         |
| 国道266号 重複区間起点                                        | 熊本市   | 南区     | 城南町東阿高 |                         |
| 国道266号 重複区間終点                                        | 熊本市   | 南区     | 城南町阿高   | 城南町阿高交差点        |
| E3 九州自動車道                                               | 熊本市   | 南区     | 城南町塚原   | 16-1 城南SIC 上り線     |
| E3 九州自動車道                                               | 熊本市   | 南区     | 城南町塚原   | 16-1 城南SIC 下り線     |
| 熊本県道32号小川嘉島線 重複区間起点                           | 熊本市   | 南区     | 城南町塚原   |                         |
| 熊本県道32号小川嘉島線 重複区間終点 熊本県道240号今吉野甲佐線 | 上益城郡 | 甲佐町   | 大字田口     |                         |
| 熊本県道239号御船甲佐線                                       | 上益城郡 | 甲佐町   | 大字田口     |                         |
| 熊本県道106号嘉島甲佐線                                       | 上益城郡 | 甲佐町   | 大字糸田     |                         |
| 国道443号                                                     | 上益城郡 | 甲佐町   | 大字糸田     | 甲佐町糸田交差点 / 終点 |

### 交差する鉄道
- 鹿児島本線
- 九州新幹線

### 沿線
- JR九州鹿児島本線 宇土駅
- 熊本市立豊田小学校
- 緑川